# 9480 Inti
9480 Inti è un asteroide della fascia principale. Scoperto nel 1960, presenta un'orbita caratterizzata da un semiasse maggiore pari a 3,1181457 UA e da un'eccentricità di 0,1622953, inclinata di 0,59208° rispetto all'eclittica.